# Hiradonta takaonis
Hiradonta takaonis är en fjärilsart som beskrevs av Matsumura 1924. Hiradonta takaonis ingår i släktet Hiradonta och familjen tandspinnare. Inga underarter finns listade i Catalogue of Life.